# 斯维亚托斯拉夫二世·雅罗斯拉维奇

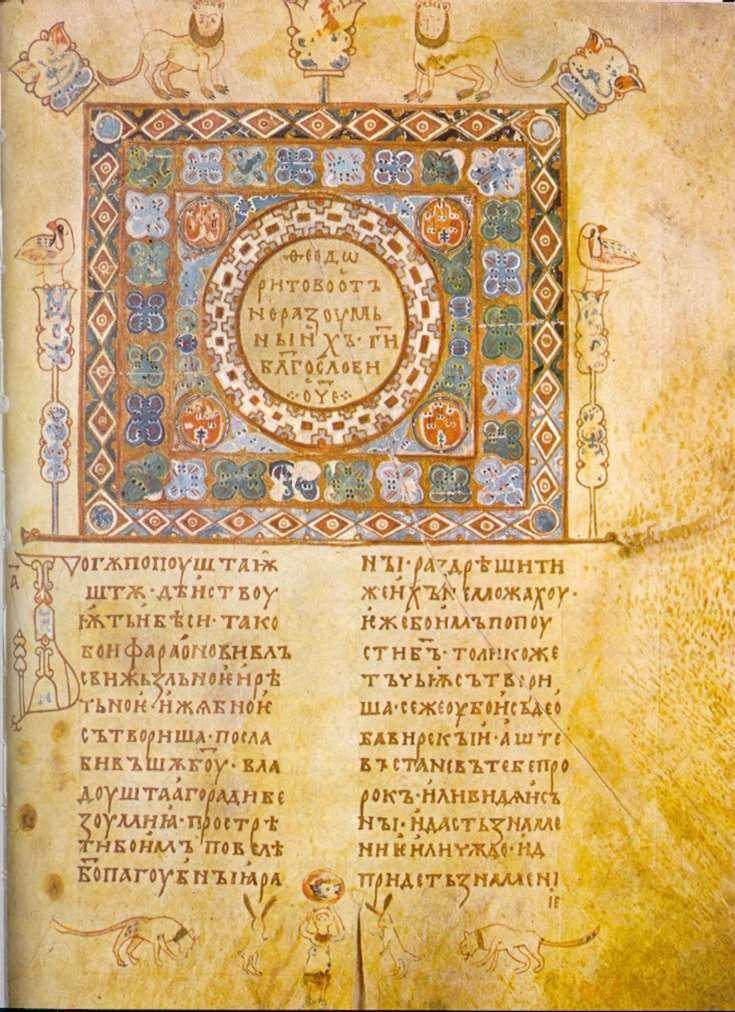
斯维亚托斯拉夫文选中的一页

斯维亚托斯拉夫二世·雅罗斯拉维奇（俄语：Святосла́в II Яросла́вич，1027年—1076年12月27日），古罗斯王公。他曾是弗拉基米尔-沃伦斯基王公（1054年），切尔尼戈夫王公（1054年~1073年）和基辅大公（1073年~1076年在位）。
斯维亚托斯拉夫·雅罗斯拉维奇是基辅大公智者雅罗斯拉夫的四子，母亲为瑞典公主英格吉尔达。
在雅罗斯拉夫去世后，他的几个儿子瓜分了罗斯。其中，伊贾斯拉夫·雅罗斯拉维奇继承了基辅大公的公位，斯维亚托斯拉夫·雅罗斯拉维奇获得了切尔尼戈夫，弗谢沃洛德·雅罗斯拉维奇获得了南佩列亚斯拉夫。在罗斯因此出现了一种三头政治，斯维亚托斯拉夫与其他两个兄弟保持合作，共同抵御游牧部落对罗斯的侵袭。1067年，三兄弟结盟打败了他们的堂兄波洛茨克王公弗谢斯拉夫·布里亚奇斯拉维奇。斯维亚托斯拉夫·雅罗斯拉维奇也参与了《雅罗斯拉维奇兄弟法典》的编纂工作。
在雅罗斯拉维奇兄弟与游牧民族的斗争中，反击托尔克人的行动比较为顺利；打击波洛韦茨人的行动则不那么成功。1068年，他们的军队在阿尔塔河战役中被入侵佩列亚斯拉夫的波洛韦茨人打败。但不久斯维亚托斯拉夫·雅罗斯拉维奇在斯诺夫以少胜多，独力击败了波洛韦茨人。在斯维亚托斯拉夫因此深得民心的同时，伊贾斯拉夫·雅罗斯拉维奇却因为抵御波洛韦茨人不力被基辅市民驱逐。斯维亚托斯拉夫与弗谢沃洛德试图从中调解，但不久伊贾斯拉夫从波兰借来大军镇压了基辅。
1073年，雅罗斯拉维奇兄弟的关系破裂，三头政治瓦解了。斯维亚托斯拉夫·雅罗斯拉维奇在弗谢沃洛德·雅罗斯拉维奇支持下推翻了伊贾斯拉夫，自己登上了大公的宝座。直到斯维亚托斯拉夫去世为止，伊贾斯拉夫企图夺回公位的一切努力都失败了。
斯维亚托斯拉夫·雅罗斯拉维奇深深懂得基督教信仰的力量。他慷慨地捐赠财产给教会，在切尔尼戈夫和叶列茨建造修道院。1075年，他在基辅接待了神圣罗马帝国皇帝亨利四世派来的使节。
根据编年史的记载，斯维亚托斯拉夫·雅罗斯拉维奇酷爱读书。他拥有一个大图书馆，珍藏了许多手抄本。在斯维亚托斯拉夫统治末期，按照他的命令，编纂了一部文集（“斯维亚托斯拉夫文选”）。这是罗斯最早的斯拉夫语文献之一。
1076年，斯维亚托斯拉夫·雅罗斯拉维奇因癌症去世。他的遗体安葬于切尔尼戈夫的圣救世主大教堂。

## 家庭
- 妻子：

1. 基丽基（有些文献记载为基丽丽，或塞西莉），出身不详
2. 奥德（施塔德女伯爵，神圣罗马帝国皇帝亨利三世的远亲）

- 子女：

1. 格列布·斯维亚托斯拉维奇，诺夫哥罗德王公
2. 罗曼·斯维亚托斯拉维奇，特穆塔拉干王公
3. 奥列格·斯维亚托斯拉维奇，切尔尼戈夫王公
4. 达维德·斯维亚托斯拉维奇，切尔尼戈夫王公
5. 雅罗斯拉夫·斯维亚托斯拉维奇，穆罗姆王公，切尔尼戈夫王公
6. 康斯坦丁·斯维亚托斯拉维奇